# Setge de Lilibèon
El setge de Lilibèon (250-241 aC) va ser una batalla de la Primera Guerra Púnica que va enfrontar a un exèrcit consular romà dirigit per Gai Atili Règul Serrà i Luci Manli Vulsó Llong contra un exèrcit cartaginès sota el comandament del general Himilcó. La batalla va donar lloc a una retirada romana del lloc després de la destrucció de la seva flota a batalla de Drèpana.

## Desenvolupament
Animats per la seva victòria a Panorm, un gran exèrcit comandat pels cònsols de l'any, Publi Claudi Pulcre i Luci Juni Pul·lus, es va moure contra Lilibèon, la principal base cartaginesa a Sicília. Els romans varen assetjar la ciutat, i la seva flota de 200 vaixells, reconstruïda feia poc, va blocar el port. La defensa de la ciutat anà a càrrec d'Himilcó, i el seu subcomandant Hanníbal, fill d'Hanníbal Giscó.
Al començament del blocatge, els cartaginesos enviaren cinquanta quinquerems, comandats per Hanníbal, company d'Adhèrbal, davant les illes Eguses, que es troben a 15-40 km a l'oest de Sicília. Quan va haver-hi un fort vent de l'oest, van navegar cap a Lilibèon abans que els romans tinguessin temps de reaccionar, i van desembarcar reforços i una gran quantitat de subministraments. Gràcies al fet que van sortir de nit, van poder evadir-los i rescatar la cavalleria cartaginesa. Els romans van segellar l'accés terrestre a Lilibèon amb campaments i murs de terra i fusta, encara que també van fer repetits assajos de blocar l'entrada del port amb una forta barricada de fusta que, a causa de les condicions de la mar, no van reeixir. La guarnició cartaginesa es va mantenir proveïda per corredors de blocatge, quinquerems lleugers i maniobrables amb tripulacions altament capacitats i pràctics experimentats. Entre d'altres, es destacà el comandant Hanníbal el Rodi, que fou finalment capturat pels romans.
Després de nou anys de setge i de les derrotes a Drèpana i Fincíada (249 aC), els romans alçaren el setge. Posteriorment, però, la victòria romana a les illes Eguses forçà els cartaginesos a signar el Tractat de Lutaci, pel qual els cartaginesos abandonaven les seves aspiracions sobre Sicília.